# Jadzia Dax
Jadzia Dax je lik iz Zvjezdanih staza: Deep Space Nine. Glumi ju Terry Ferrell.
Jadzia je združeni Trill, i Daxov osmi domaćin. Velikim je dijelom zaslužna za otkriće crvotočine koja vodi u Gamma kvadrant. Jadzia je predstavljala važnu ulogu u ratu s Dominijem (eng. Dominion wars).

## Raniji život
Jadzia je u djetinjstvu bila mirna i sramežljiva, no ambiciozna i uporna. Oduvijek je željela biti združena sa simbiontom, te je jedina iz svoje obitelji koja je u tome i uspjela.
Prije združivanja, Jadzia je pohađala Akademiju Zvjezdane flote, gdje je diplomirala egzobiologiju, astrofiziku, zoologiju i egzoarheologiju.
Tijekom 2364. Jadzia je izbačena iz programa za inicijaciju, no nedugo nakon toga ulazi u povijest kao prvi Trill koji se vratio u program. Tri je godine provela kao novakinja i u tom razdoblju vrlo je rijetko napuštala kompleks za obuku domaćina simbionata. Žaleći što ju je izbacio iz programa, Curzon Dax je zatražio da se Dax simbiont nakon njegove smrti združi s Jadziom.

## Deep Space Nine
Godine 2369. Jadzia je dodijeljena na Deep Space Nine kao znanstvena časnica. Nedugo nakon dolaska na postaju, Jadzia i Benjamin Sisko otkrivaju crvotočinu kod Bajora (eng. Bajoran wormhole) koja vodi u Gama kvarant, i time započinju novu eru u povijesti Federacije.
Kasnije te godine Curzon, a samim time i ona, biva optužen za ubojstvo generala Tandra s Klaestrona IV. Jadzia je odabrala smrtnu kaznu jer nije željela otkriti Curzonovu aferu s Tandrovom ženom, iako se oboje na kraju otkrilo.
Godine 2370. Verad otima simbionta i presađuje ga u sebe. No Sisko i Bashir su ih uspjeli spasiti, vrativši simbionta natrag u Jadziu. Kasnije se pojavio Joran Belar, Trill koji je bio združen sa simbiontom, a o kojem Jadzia nije ništa znala. Nakon što su simbiontova potisnuta sjećanja na njega počela izlaziti na površinu, otkriva se da je Joran bio ubojica kojemu je Simbiontska Komisija, greškom dopustila združivanje.
Godine 2371. Jadzia, Sisko i Bashir greškom završe u prošlosti, u vrijeme tzv. Bellovih nereda (eng. Bell riots). Dok su Sisko i Bashir bili zaglavljeni u Sanctuary Districtu, Jadzia je uspjela kontaktirati posadu Defianta, i vratiti ih u pravo vrijeme. Pomogla je Koru i Worfu vratiti Kahlessov mač (eng. Sword of Kahless). Također je pomogla Bashiru izliječiti bight, bolest koju su Jem'Hadar ratnici namjerno proširili na jedan planet u Gama kvadrantu.
Godine 2374. Jadzia i Worf su se vjenčali. Iako Martokova žena Sirrela, čijoj je kući Worf pripadao, nije bila zadovoljna Worfovim izborom mladenke, Jadzia ju je ipak uspjela uvjeriti u svoju vrijednost. Nakon nekoliko mjeseci braka, Jadzia je poginula. Ubio je Gul Dukat, opsjednut pah-utvarom, dok ga je pokušavala spriječiti da naudi bajorskim Prorocima.

## Važni događaji
- 2012. - Dax simbiont je rođen na Trillu.
- 2885. - Sedmi Daxov domaćin, Curzon se združuje sa simbiontom.
- 2341. - Jadzia je rođena.
- 2364. - Jadzia ulazi u program združivanja, no Curzon smatra kako nije sposobna za združivanje.
- 2367. - Curzon umire, te se Jadzia združuje sa simbiontom.
- 2369. - Jadzia Dax dodijeljena na DS9.
- 2369. - Zajedno sa zapovjednikom Siskom pronalazi prvu poznatu stabilnu crvotočinu.
- 2370. - Verad otima Jadziu i Dax simbionta te se združuje s njime na nekoliko sati prije nego što je simbiont vraćen Jadziji.
- 2374. - Worf i Jadzija se vjenčaju.
- 2374. - Gul Dukat ubija Jadziju, simbiont Dax se združuje s novim domaćinom - Ezri Tigan, kasnije Ezri Dax.

## Vanjske poveznice
- Jadzia Dax na Memory Alpha
- Star Trek: Jadzia Dax  Arhivirana inačica izvorne stranice od 3. kolovoza 2008. (Wayback Machine)